# István Vincze
István Vincze (ur. 22 stycznia 1967 w Tatabányi) – piłkarz węgierski grający na pozycji napastnika. W swojej karierze 44 razy zagrał w reprezentacji Węgier i strzelił w niej 8 goli.

## Kariera klubowa
Karierę piłkarską Vincze rozpoczął w klubie Tatabánya Banyasz SC. W 1984 roku awansował do kadry pierwszej drużyny i w sezonie 1984/1985 zadebiutował w jego barwach w pierwszej lidze węgierskiej. W Tatabánya Banyasz SC grał do końca sezonu 1988/1989.
Latem 1988 roku Vincze przeszedł do włoskiego klubu US Lecce. W rozgrywkach włoskiej Serie A grał przez dwa sezony.
W 1990 roku Vincze wrócił na Węgry i został zawodnikiem klubu Kispest-Honvéd z Budapesztu. W latach 1991 i 1993 wywalczył z Kispestem-Honvédem dwa tytuły mistrza Węgier. W 1994 roku odszedł do innego klubu z Budapesztu, BVSC, w którym grał przez 2 lata.
W 1996 roku Vincze został piłkarzem belgijskiego Germinalu Ekeren. W 1997 roku odszedł z niego do portugalskiego SC Campomaiorense. W sezonie 1999/2000 grał w innym klubie z Portugalii, CD Santa Clara.
Latem 2000 Vincze wrócił do swojego pierwotnego klubu z Tatabányi. Z kolei w sezonie 2001/2002 występował w BVSC Budapeszt, w którym też zakończył swoją karierę.
| Sezon   | Klub                 | Kraj       | Rozgrywki     | Mecze | Bramki |
| ------- | -------------------- | ---------- | ------------- | ----- | ------ |
| 1984/85 | Tatabánya Banyasz SC | Węgry      | NB I          | 12    | 3      |
| 1985/86 | Tatabánya Banyasz SC | Węgry      | NB I          | 22    | 6      |
| 1986/87 | Tatabánya Banyasz SC | Węgry      | NB I          | 28    | 17     |
| 1987/88 | Tatabánya Banyasz SC | Węgry      | NB I          | 29    | 11     |
| 1988/89 | Tatabánya Banyasz SC | Węgry      | NB I          | 3     | 2      |
| 1988/89 | US Lecce             | Włochy     | Serie A       | 28    | 3      |
| 1989/90 | US Lecce             | Włochy     | Serie A       | 17    | 1      |
| 1990/91 | Kispest-Honvéd       | Węgry      | NB I          | 18    | 3      |
| 1991/92 | Kispest-Honvéd       | Węgry      | NB I          | 29    | 13     |
| 1992/93 | Kispest-Honvéd       | Węgry      | NB I          | 24    | 2      |
| 1993/94 | Kispest-Honvéd       | Węgry      | NB I          | ?     | ?      |
| 1994/95 | Budapesti Vasutas    | Węgry      | NB I          | ?     | ?      |
| 1995/96 | Budapesti Vasutas    | Węgry      | NB I          | 28    | 11     |
| 1996/97 | Germinal Ekeren      | Belgia     | Eerste Klasse | 1     | 0      |
| 1997/98 | SC Campomaiorense    | Portugalia | Primeira Liga | 25    | 1      |
| 1998/99 | SC Campomaiorense    | Portugalia | Primeira Liga | 8     | 0      |
| 1999/00 | CD Santa Clara       | Portugalia | Primeira Liga | 8     | 6      |
| 2000/01 | Lombard FC-Tatabánya | Węgry      | NB I          | 28    | 13     |
| 2001/02 | Budapesti Vasutas    | Węgry      | IV. liga      | 6     | 0      |

## Kariera reprezentacyjna
W reprezentacji Węgier Vincze zadebiutował 30 stycznia 1986 roku w wygranym 3:0 towarzyskim meczu z reprezentacją Azji. Swojego pierwszego gola w reprezentacji strzelił 17 maja 1987 w spotkaniu eliminacji do Euro 88 z Polską (5:3). W swojej karierze grał też w eliminacjach do MŚ 1990, Euro 92, MŚ 1994 i Euro 96. W kadrze narodowej od 1988 do 1996 roku rozegrał 44 mecze i strzelił 8 goli.